# 宋之樞

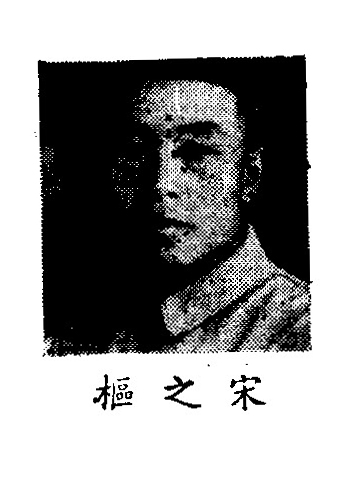

宋之枢（1912年—？）青海西宁人。中华民国及中华人民共和国政治人物。

## 生平
宋之枢生于1912年，早年毕业于青海省立第一中学。后来，曾任宪政促进会考察委员、班禅堪布会议厅秘书。 1946年当选为制宪国民大会代表。1948年当选为第一届国民大会代表。
中华人民共和国成立后，宋之枢留在中国大陆。后来出任青海省政协委员。青海省政协四届十四次常委会议上，提出贯彻执行“和平统一，一国两制”方针。为此，从1979年起，青海省政协组织政协委员以及各界人士写对台宣传稿件，比如书信、通信、游记、访问记、讲话录音、广播讲话、诗词等。时任青海省政协委员的宋之枢也与民主人士李庆芬合写了七律《遥赠台湾故友》一首。